# Cmentarz Hrdlořezski
Cmentarz Hrdlořezski (cz. Hrdlořezský hřbitov) – cmentarz położony w stolicy Czech w dzielnicy Praga 9, na granicy dzielnic Hloubětín i Hrdlořezy przy ulicy Českobrodskiej.

## Historia
Cmentarz został założony w 1904, zajmuje powierzchnię 0,39 ha. Według stanu na kwiecień 1999 roku było tam pochowanych 1620 osób, w 12 grobowcach, 635 grobach tradycyjnych i 114 urnowych. Wśród pochowanych jest komunistyczna polityk, działaczka na rzecz kobiet Anežka Hodinová-Spurná.